# Raúl de Gaucourt
Raúl de Gaucourt, VI Señor de Gaucourt, (1371? - † 10 de junio de 1462) fue un noble francés que participó y dirigió algunas de las campañas militares de la Guerra de los Cien años. Gaucourt luchó junto con Juana de Arco en el Sitio de Orleans.

## Inicios
Raúl de Gaucourt nació alrededor de 1371, sus padres fueron Raúl V de Gaucourt, alguacil de Ruan (asesinado en 1417), y Margarita de Beaumont, señora de Luzarches.
El primer dato importante que se tiene de Gaucourt es que fue armado caballero en la funesta batalla de Nicópolis, donde fueron derrotadas las tropas cruzadas del Conde de Nevers, el futuro Juan sin Miedo. En 1411, fue nombrado chambelán del Duque de Orléans. En 1415 comandó la defensa Harfleur que estaba bajo asedio inglés. Gracias a su pericia militar, Harfleur pudo resistir hasta seis semanas capitulando el 22 de septiembre de ese año, tras la capitulación de la ciudad, Gaucourt fue capturado y retenido en Inglaterra como prisionero durante seis años. Durante su cautiverio una revuelta en Ruan acabó con la vida de su padre. Arruinado por la recompensa que tuvo que pagar a Enrique V, Raúl de Gaucourt sólo logró retener las propiedades de su esposa, Jehanne de Preuilly en Touraine y Berry. Tras su liberación, de Gaucourt continuó con su carrera militar luchando al lado de La Hire en el asedio de Montargis, en 1427. En 1428 el rey lo nombró capitán de Chinon y alguacil de Orleans, más tarde se convertiría en gobernador del Delfinado con la asistencia de su teniente Jean Juvenal des Ursins, futuro arzobispo de Reims.

## Asedio de Orleans y desavenencias con Juana de Arco

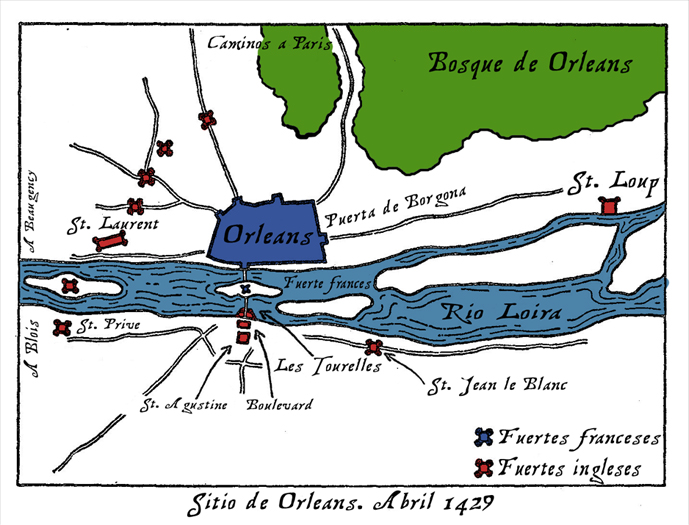
Mapa del sitio de Orleans a la llegada de Juana de Arco.

En 1428 Gaucourt era alguacil y capitán de Orleans. Mientras los ingleses se acercaban, organizó la defensa de la plaza. El 21 de octubre de 1428, atacado y superado por las tropas de Conde de Salisbury, ordenó la retirada y abandono de la fortaleza de las Tourelles. A mediados de noviembre de 1428 Gaucourt fue relevado en su cargo de alguacil de Orleans por el Bastardo de Orleans debido a que una caída lo dejó incapacitado temporalmente. En cambio, Gaucourt viajó a Chinon (tal vez para pedir apoyo, o informar al Rey personalmente acerca de la situación en la ciudad). Mientras estaba allí, aconteció la llegada de Juana de Arco y Gaucourt destinó uno de sus pajes, Luis de Coutes, a servir a la doncella. Acompañó a la Pucelle a Blois, donde se reunió el ejército de socorro, y después a Orleans, donde entró junto con ella y el Bastardo de Orleans el 29 de abril de 1429.
Sin embargo, hay fuentes que afirman que Gaucourt jugaba un doble juego, una de ellas es la obra "La Misión de Juana de Arco" del coronel de Loicourt. Es de notar la cita del erudito Germain Lefrevre-Pontalis que escribió en 1895, a propósito de Gaucourt:

Capitán de Orleans al inicio del asedio, regresó a la ciudad con el ejército de socorro que arribó tras la llegada de Juana de Arco, habiendo dejado el consejo y la escolta personal del rey durante la campaña de la coronación, que aún no terminaba. Gaucourt era un hombre valiente y un excelente soldado y capitán, sin embargo, probablemente debido a los celos de la gloria que la Pucelle disfrutaba, Gaucourt empezó a contrallevar y viciar por los medios más solapados y pérfidos, toda la acción personal y triunfante de la Pucelle, Gaucourt es uno de aquellos sobre los que pesa uno de los juicios más duros y más merecidos.

El 6 de mayo, los capitanes del ejército francés efectuaron un ataque sobre las posiciones inglesas al sur del Loira. Las tropas cruzaron el río en pequeños botes y capturaron St Jean le Blanc, un puesto de avanzada abandonado por los ingleses. Los ingleses contraatacaron desde Les Tourelles y las tropas francesas se retiraron a los islotes del Loira. En esta acción Gaucourt fue quien protegió la retaguardia francesa, permitiendo la retirada sin muchas pérdidas. Una vez a salvo, el excapitán de la ciudad prohibió cualquier ataque, pero Juana y La Hire desobedecieron y atacaron a los ingleses en una carga individual. Las tropas no quisieron quedarse atrás y los siguieron a la batalla, los ingleses se retiraron en desorden hacia St. Agustine, donde resistieron con fiereza, pero al final fueron derrotados por los franceses.
Tras la victoria Gaucourt reprendió a Juana por haber desobedecido las órdenes, pero Juana le respondió llamándolo “hombre malvado” y “pésimo soldado” y desde entonces Gaucourt trató de restarle mérito a las operaciones de Juana, la Pucelle se había ganado un nuevo rival.
Carlos VII escogió a Raúl de Gaucourt como uno de los enviados ante el Papa Calixto III para la revisión del juicio de Juana de Arco. Tenía ochenta años cuando se llevó a cabo el juicio de anulación, su declaración está inusualmente completa.

## Títulos
Poco después de la Campaña del Loira, Carlos VII lo cubrió de honores: Par Laico en la coronoación de Reims, Gobernador del Delfinado en 1431 (después de su brillante victoria d'Anthon, el 11 de junio de 1430, sobre las tropas borgoñonas de Luis de Chalons, príncipe de Orange, que amenazaban dicha provincia), Primer Chambelán en 1437, Capitán del Castillo Real de Chinon en 1440 y Gran Maestre del palacio del rey en 1453. Con muchos años encima, participó en las campañas de Normandía y la Isla de Francia. Combatiendo en Dieppe en 1443, cuando debía  rondar los sesenta años. El diez de noviembre de 1449, entró cabalgando al lado del Rey Carlos VII en la ciudad de Ruan de la cual fue nombrado capitán. Sin embargo Luis XI le destituyó de todos sus cargos tal como lo hizo con muchos otros buenos servidores de su padre. Gaucourt murió el 10 de junio de 1462, aproximadamente a los sesenta y ocho años.

## Matrimonios y descendencia
Se casó con Juana de Preuilly († 1455), hija de Gilles, Barón de Preuilly, y de Margarita de Naillac. Con Juana tuvo tres hijos, Carlos, Juan, Raúl y una hija, María.